# Abd-al-Màlik ibn Àhmad Imad-ad-Dawla
Abu-Marwan Abd-al-Màlik ibn Àhmad ibn Hud Imad-ad-Dawla (àrab: أبو مروان عبد الملك بن أحمد بن هود عماد الدولة, Abū Marwān ʿAbd al-Malik ibn Aḥmad ibn Hūd Imād ad-Dawla) fou el darrer emir de Saraqusta. Va governar el 1110 i era membre de la dinastia dels Banu Hud. Va succeir al seu pare Àhmad ibn Yússuf al-Mustaín.
El nou emir almoràvit Alí ibn Yússuf va decidir suprimir el darrer regne musulmà que restava i el 31 de maig del 1110 va ocupar Saraqusta. Abd-al-Màlik es va retirar a la fortalesa de Ruta (Rueda de Jalón). Els almoràvits van nomenar governador a Muhàmmad ibn al-Hajj i més tard a Abu Bakr Ibn Ibrahim al-Sahrawi (Ibn Tifalwit) que de fet van actuar com emirs (el segon va tenir com a visir al conegut filòsof Ibn Bajja o Avempace).
El 18 de desembre de 1118 Alfons I d'Aragó va conquerir Saraqusta. Abd-al-Màlik va continuar resistint a Rueda del Jalón on va morir l'estiu del 1130. El va succeir el seu fill Abu Djafar Àhmad ibn Abd-al-Màlik Sayf-ad-Dawla.